# Wolgatatarische Legion

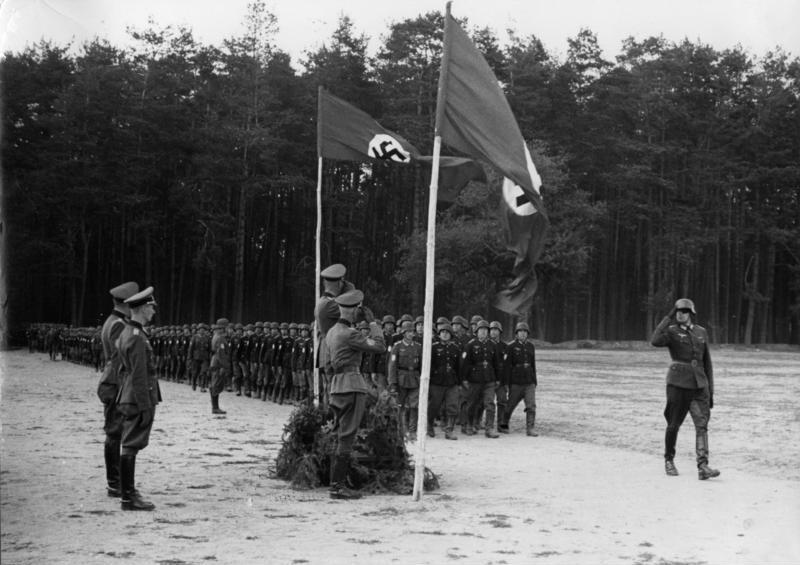
La Wolgatatarische Legion in marcia.

La Legione dei Tartari del Volga (in tedesco: Wolgatatarische Legion) o Legione Idel'-Ural è stata un'unità della Wehrmacht composta di volontari musulmani tartari del Volga, ma anche altri popoli dell'Idel'-Ural: Baschiri, Ciuvasci, Mari, Udmurti, Mordvini.

Fu attiva dal 1942 ed arrivò a contare 40.000 uomini. Dal 23 febbraio 1943 fu impiegata unicamente per la lotta anti-partigiana in Francia, Belgio, e Paesi Bassi. Alla fine della guerra i superstiti furono rinchiusi nei gulag dai sovietici.

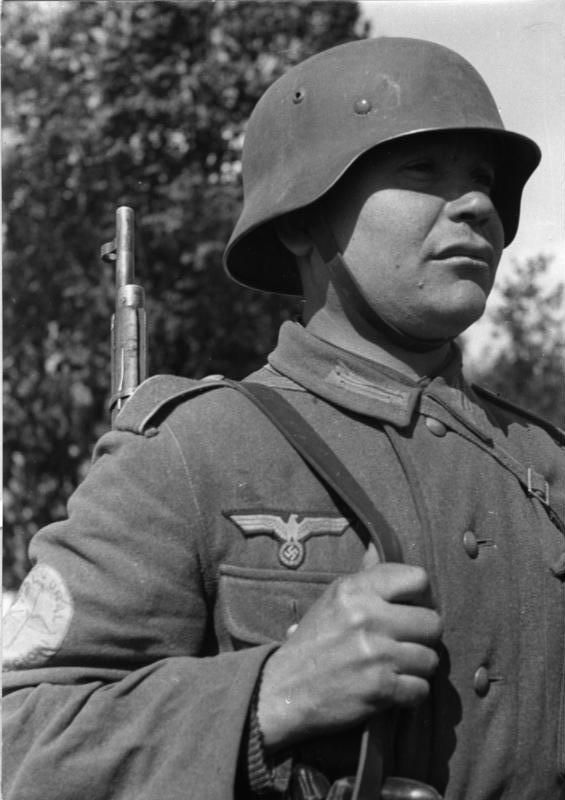
Un tartaro del Volga in uniforme tedesca.